# Schwalmniederung bei Schwalmstadt
Schwalmniederung bei Schwalmstadt este o arie protejată (arie de protecție specială avifaunistică — SPA) din Germania întinsă pe o suprafață de 2.703 ha, integral pe uscat.

## Localizare
Centrul sitului Schwalmniederung bei Schwalmstadt este situat la coordonatele 50°52′13″N 9°13′55″E / 50.8703°N 9.2319°E.

## Înființare
Situl Schwalmniederung bei Schwalmstadt a fost declarat arie de protecție specială avifaunistică în noiembrie 2004 pentru a proteja 20 de specii de animale.

## Biodiversitate
Situată în ecoregiunea continentală, aria protejată nu include niciun habitat protejat.
La baza desemnării sitului se află mai multe specii protejate de  păsări (20): pescăruș albastru (Alcedo atthis), fâsă-de-câmp (Anthus campestris), fâsă de luncă (Anthus pratensis), Charadrius morinellus, barză albă (Ciconia ciconia ciconia), erete de stuf (Circus aeruginosus), erete vânăt (Circus cyaneus), erete cenușiu (Circus pygargus), prepeliță (Coturnix coturnix), cristeiul de câmp (Crex crex), șoim de iarnă (Falco columbarius), becațină comună (Gallinago gallinago), Grus grus grus, grelușelul-de-tufiș (Locustella fluviatilis), bătăuș (Philomachus pugnax), ploier auriu (Pluvialis apricaria), cresteț pestriț (Porzana porzana), Rallus aquaticus aquaticus, mărăcinar (Saxicola rubetra), nagâț (Vanellus vanellus).